# Barbara Krawcowicz
Barbara Krawcowicz (ur. 1976) – polska filozofka, religioznawczyni, tłumaczka, doktor nauk humanistycznych.

## Życiorys
W 1995 roku ukończyła III Liceum Ogólnokształcące im. gen. Józefa Sowińskiego w Warszawie. W 2006 roku ukończyła studia filozoficzne na Wydziale Filozofii i Socjologii Uniwersytetu Warszawskiego. W 2013 roku została absolwentką Indiana University Bloomington, gdzie kształciła się w zakresie religioznawstwa i studiów żydowskich. Prowadziła zajęcia na Indiana University Bloomington, w Norweskim Uniwersytecie Naukowo-Technicznym. W Instytucie Badań Literackich PAN prowadziła zajęcia podyplomowe z gender studies i stosunków polsko-żydowskich. Zajmuje się filozofią religii oraz badaniem współczesnego judaizmu. Swoje prace publikowała w „Przeglądzie Powszechnym”, „Znaku” i „Przeglądzie Politycznym”. Obecnie (sierpień 2024) jest adiunktem na Uniwersytecie Jagiellońskim i wykłada w Instytucie Religioznawstwa UJ.

## Publikacje[1]
- History, Metahistory, and Evil: Jewish Responses to the Holocaust. Boston, MA: Academic Studies Press, 2020.
- William James: pragmatyzm i religia. Wrocław: Wydawnictwo Uniwersytetu Wrocławskiego, 2007.